# مركز يونغبيون للأبحاث النووية العلمية

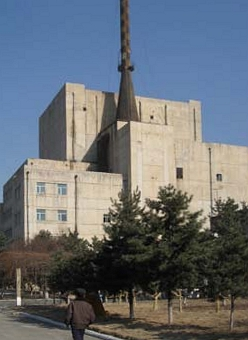
مركز يونغبيون للأبحاث النووية العلمية.

مركز يونغبيون للأبحاث العلمية النووية هو منشأة نووية رئيسية في كوريا الشمالية، تشغل مفاعلها النووي الأول. بدأ العمل في المركز في 1987. يقع المركز في مقاطعة نيونغبيون في مقاطعة بيونغان الشمالية، على بعد 90 كم من بيونغيانغ. أنتج المركز المواد الانشطارية التي استخدمت في تجارب الأسلحة النووية الكورية الشمالية في 2006 و2009، ومنذ 2009 يعمل المركز على تطوير تقنية مفاعلات الماء الخفيف لمحطات الطاقة النووية. في 2 أبريل، 2013 أعلنت السلطات الكورية الشمالية عن إعادة تأهيل كل منشآت المركز والتي من بينها مفاعل بقوة 5 ميغاواط ومصنع لتخصيب اليورانيوم على خلفية أزمة في شبه الجزيرة الكورية.